# Agoncillo (Filippine)
Agoncillo è una municipalità di terza classe delle Filippine, situata nella Provincia di Batangas, nella Regione del Calabarzon.
Agoncillo è formata da 21 barangay:
- Adia
- Bagong Sikat
- Balangon
- Bangin
- Banyaga
- Barigon
- Bilibinwang
- Coral Na Munti
- Guitna
- Mabini
- Pamiga
- Panhulan
- Pansipit
- Poblacion
- Pook
- San Jacinto
- San Teodoro
- Santa Cruz
- Santo Tomas
- Subic Ibaba
- Subic Ilaya